# Stafett
Stafett is een historisch merk van motorfietsen.
De bedrijfsnaam was Flani Fabrikker, Nittedal.
Stafett was een Noors merk dat in 1950 begon met de productie van 49cc-bromfietsen. Het waren in licentie gebouwde Deense BFC-modellen. Het eerste model heette in Noorwegen Stafett Trollet en in Denemarken BFC Typ 4. Van 1952 tot 1954 produceerde men de Safett S 50, die vrijwel gelijk was aan de BFC Model 8. De productie bij Flani werd in 1958 beëindigd.